# Schwieberdingen
Schwieberdingen es un municipio alemán perteneciente al distrito de Luisburgo de Baden-Wurtemberg.
A 31 de diciembre de 2015 tiene 11 323 habitantes.
Su historia se remonta a la época romana, cuando lo que ahora es la carretera Bundesstraße 10 fue construida inicialmente como una calzada que unía la zona de la actual Flandes con el mar Negro. El lugar era un vado estratégico de la ruta y debido a ello los alamanes establecieron un asentamiento aquí. Mientras que de los asentamientos romano y alamán solo se conservan restos arqueológicos, la primera mención de la localidad aparece en un documento de 1304. La localidad pertenece a Wurtemberg desde su adquisición por Everardo I en 1321. Desde mediados del siglo XX ha experimentado un notable aumento de población al integrarse en el área metropolitana de Stuttgart.
Se ubica unos 5 km al oeste de la capital distrital Luisburgo.